# RollerCoaster Tycoon 3
RollerCoaster Tycoon 3 ist ein von Frontier Developments entwickeltes Aufbauspiel, bei dem der Spieler die Rolle eines Parkdirektors übernimmt und einen Vergnügungspark aufbauen oder erweitern soll. Es ist der dritte Teil der Spielereihe RollerCoaster Tycoon und wurde am 4. November 2004 von Atari für Windows und Mac OS X veröffentlicht. Am 24. September 2020 wurde das Spiel in einer sogenannten Complete Edition veröffentlicht, die neben dem Grundspiel auch die Erweiterungen Soaked! und Wild! enthält. Seit 2020 ist das Spiel mit der Nintendo-Switch-Version auf einer Konsole spielbar.

## Hintergrund
RollerCoaster Tycoon 3 ist in Europa am 4. November 2004 erschienen und wurde vom Entwicklungsstudio Frontier Developments entwickelt. Mit dem dritten Teil kamen unter anderem eine 3D-Engine, welche nun für einen deutlich sichtbaren Tag- und Nachtwechsel sorgt, und die Möglichkeit, die Attraktionen aus Besuchersicht zu erleben, hinzu. Außerdem wurde ein Personen-Editor mit eingebaut, mit dem sich auch eigene Parkbesucher erstellen lassen.
Das Gameplay von Rollercoaster Tycoon 3 wurde im Gegensatz zu den Vorgängern an einigen Stellen stark verändert. Die Steuerung änderte sich im Zuge der 3D-Optik völlig, auch wenn man in den Einstellungen auf die klassische isometrische Ansicht umschalten kann, und das System zum Anlegen der Wege wurde erneuert. Rollercoaster Tycoon 3 setzte sehr stark auf das Bauen von Szenerieobjekten und enthielt einen Editor zum Kreieren eigener Feuerwerk- und Lasershows. Mit dem integrierten Bahndesigner ist es möglich, Schienenteile mehrerer verschiedener Bahnen miteinander zu kombinieren und andere Wagen auf Bahnen zu setzen (CTR).
Von Seiten der Fanszene wurden mehrere hundert eigene Custom Scenery Objects (CSO), Attraktionen (CFR), Wagen (CTR-Wagen) und Shops für das Spiel entwickelt und als freie Downloads bereitgestellt.

## Spielprinzip

### Tutorial-Modus
Der Tutorial-Modus soll dem Spieler verschiedene Spielelemente vorstellen. Insgesamt gibt es sieben verschiedene Tutorials. In jedem Level übernimmt man einen Park und dem Spieler wird erklärt, was er zu tun hat. Im ersten Tutorial befasst sich der Spieler mit den verschiedenen Kameraeinstellungen. Später wird erklärt, wie man Achterbahnen und andere Attraktionen in der Spielwelt platziert und wie man seine eigenen Achterbahnen erstellen kann. Im vierten Level lernt der Spieler, wie man das Terrain verändert und Wege für die Besucher festlegen kann. Daraufhin befasst sich der Spieler mit Wasserbahnen und zum Ende des Tutorials mit Feuerwerken und dem wirtschaftlichen Teil des Spieles.

### Karrieremodus
Im Karrieremodus befasst sich der Spieler mit verschiedenen Szenarien. Das Ziel des jeweiligen Szenarios liegt je nach Typ meistens darin, eine Kombination aus bestimmter Besucheranzahl, Parkbewertung und/oder Verkehrswert oder einen gewissen Umsatz zu erreichen. Manchmal muss man auch verschiedene Achterbahntypen mit einem bestimmten Wert (Nervenkitzel/Erregungsrate, g-Kraft etc.) bauen. Für den Park gibt es eine große Palette an Attraktionen, von fertigen oder selbstgebauten Achterbahnen über Karussells bis hin zu Autoscootern, Wildwasserbahnen und Tretbooten. Zudem können Verpflegungs- und andere Verkaufsstände zur Versorgung der Besucher, sowie verschiedene Souvenirstände, errichtet werden. Wege, Bepflanzung u. Ä. sind frei erstell- und entfernbar, das Terrain kann gehoben, gesenkt und die Beschaffenheit verändert werden. Bei der Konzeption der Vergnügungsparks kommt es im Wesentlichen darauf an, die Balance zwischen mäßig aufregenden Attraktionen wie Karussells, intensiven Achterbahnen, gepflegten und ästhetischen Erholungsbereichen und den verschiedenen Verzehr- und sonstigen Ständen zu wahren, um ein breites Publikum dauerhaft im Park zu halten, bis es sein verfügbares Geld ausgegeben hat. Hilfreich ist auch ein einfaches Wegesystem, da sich die Besucher sonst verirren können. Ohne sorgfältig eingesetzte Mechaniker, Wachleute und Hilfskräfte kann der Park außerdem schnell unattraktiv und weniger besucht werden.
Die durch den Computer simulierten Parkbesucher haben alle eine individuelle Vorliebe, was Adrenalinbedarf, Geldbeutel und Magenfestigkeit angeht. Der Spieler kann die Gedanken und Werte wie Hunger, Zufriedenheit und Übelkeit eines jeden Besuchers jederzeit abfragen und daraus Schlüsse zu möglichen Verbesserungen ziehen. Viele hochzufriedene Besucher, die beim Verlassen des Parks alles ausgegeben haben, sind ein Zeichen für einen durchdachten, bedarfsgerechten Park.
Ein Reiz des Spiels besteht darin, dass mit fortschreitendem Spiel immer neue Attraktionen erforscht und damit verfügbar werden, wobei das Forschungsetat und die -schwerpunkte festgelegt werden können.
Bei alledem sollte der Spieler seinen Kontostand nicht außer Acht lassen, Unfälle oder schlechtes Wetter können ihm einen Strich durch die Rechnung und seine Planungen zunichtemachen.

### Sandkastenmodus
Im Sandkastenmodus bekommt der Spieler unendlich viel Geld und den größtmöglichen Platz, wobei alle Attraktionen schon freigespielt sind. Dem Spieler sind keine Ziele vorgegeben, stattdessen kann er seine Kreativität ausleben.

### Eigenes Szenario
In diesem Spielmodus kann der Spieler seine eigenen Szenarien für den Karrieremodus erstellen.

## Erweiterungen

### Soaked!
Die erste Erweiterung sollte ursprünglich unter dem Namen „Platschnass!“ in Deutschland vertrieben werden. Nach einer Umfrage in diversen deutschsprachigen RCT-Communitys hat sich Atari dazu entschlossen, das Add-on auch in Deutschland unter dem englischen Namen „Soaked!“ zu veröffentlichen. Soaked! bringt viele Elemente eines Wasserparks und Lasershows in das Spiel und enthält zwei neue Themen.

### Wild!
Im zweiten Add-on „Wild!“ wird das Spiel um Tierpark- und Safari- und allgemeine Landschaftselemente erweitert. Der MixMaster, mit dem die Feuerwerk-, Wasser- und Lasershows entwickelt werden, wurde erweitert. „Wild!“ beinhaltet außerdem noch Funktionen wie das Platzieren von Reklametafeln, welche sogar über das Internet aktualisiert werden können. Des Weiteren kann man mit „Wild!“ bestimmte Funktionen, wie zum Beispiel das Erstellen von Wasserfällen, auch ohne das Erweiterungspack „Soaked!“ benutzen.

## Rechtsstreit
2017 verklagte Frontier Developments den damaligen Publisher Atari zur Zahlung von ausstehenden Tantiemen in Höhe von 2,2 Millionen Dollar, nachdem der Versuch einer außergerichtlichen Einigung gescheitert war. Dies war aufgefallen, nachdem eine nicht näher bezeichnete Webseite höhere Verkaufszahlen gemeldet hatte, als Atari selbst. Atari stellte daraufhin den Vertrieb des Spiels über Steam ein. Die Complete Edition des Spiels brachte der Entwickler dann unter dem eigenen Label Frontier Foundry auf den Markt.

## Rezeption

### RollerCoaster Tycoon 3
Metacritic ermittelte eine aggregierte Wertung von 81 (PC) bzw. 80 (iOS) aus 100 Punkten. Die Magazine 4Players und IGN loben besonders das umfangreiche Management und die langanhaltende Motivation. Ebenfalls kam die grafische Umsetzung gut an, GameStar schreibt dazu: "Die 3D-Grafik sieht toll aus, und selbst kleinere Rechner kommen damit klar." Einig waren sich die Kritiker darüber, dass die Steuerung des Achterbahnbaus und des Feuerwerk-Editors umfangreich und nicht leicht zu händeln ist.
Die Kritik zur iOS-Version schließt sich denen der PC-Version größtenteils an. So werden ebenfalls die umfangreiche Simulation der Wirtschaft und die technische Umsetzung gelobt. TouchArcade kritisiert allerdings, dass Spielstände nicht zwischen iPhone und iPad synchronisiert werden können.

### RollerCoaster Tycoon 3: Complete Edition
Die Neuauflage der Simulation aus dem Jahr 2020 schnitt hingegen deutlich schlechter ab. 4Players bezeichnet die Complete Edition gar als "komplett überflüssig" und führt dies darauf zurück, dass es kaum signifikante Neuerungen gab. Die Entscheidung, das Spiel auch für die Nintendo Switch anzubieten, wurde ebenfalls aufgrund der durchdachten Wirtschaftssimulation und des Settings grundsätzlich gelobt, bemängelt wurde jedoch, dass der technische Stand des Spiels lange überholt sei. Die Steuerung stieß auf gemischte Gefühle: Während ntower sie als "fabelhaft" beschreibt, bezeichnet NintendoWorldReport sie als "unglaublich umständlich".